# 項文曜
項文曜（1413年—？），字應昌，浙江嚴州府淳安縣人，民籍。明朝政治人物。同進士出身。

## 生平
宣德七年（1432年）舉壬子科浙江鄉試第二名。宣德八年（1433年）聯捷癸丑科第三甲第二名進士，正統中歷官吏部侍郎，英宗復辟后，被捕入獄戍邊。

## 家族
曾祖父項大禎。祖父項惟暘。父亲項士顯。